# Náměstíčko

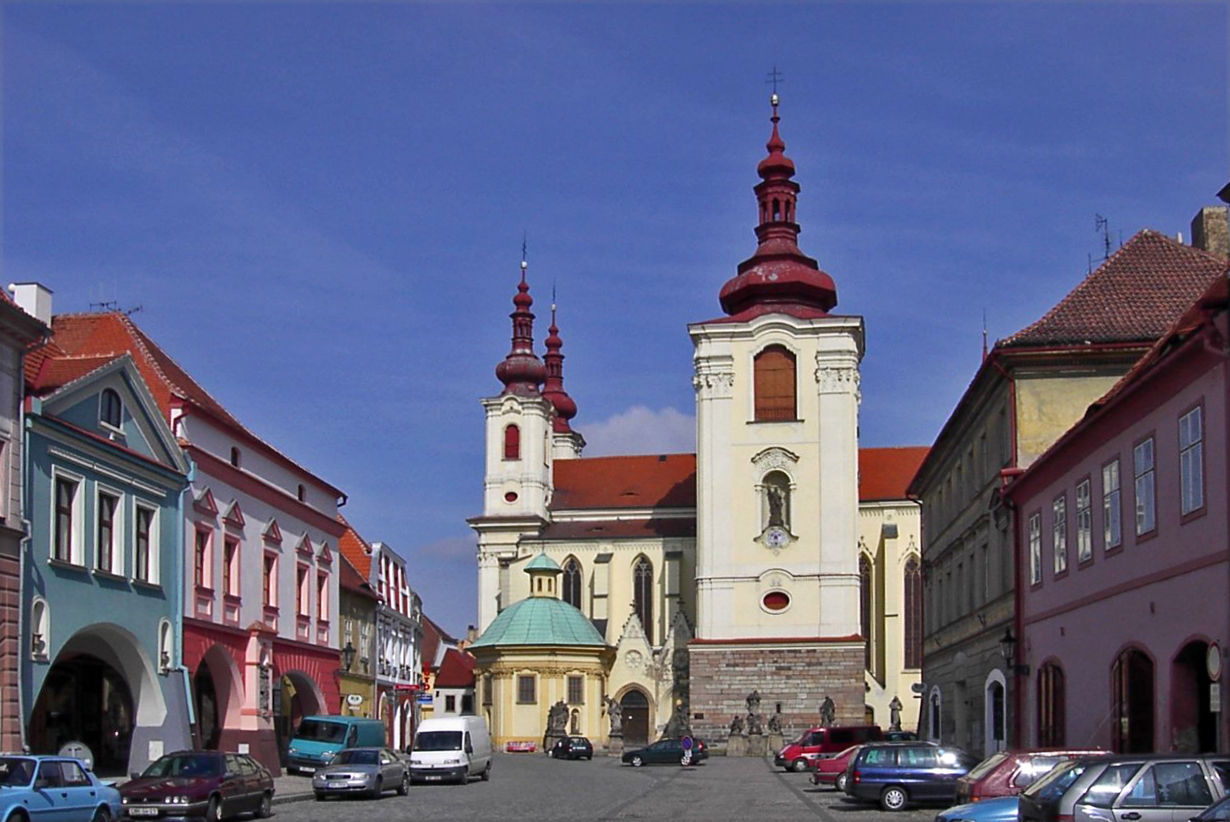
Náměstíčko je ve skutečnosti náměstí Maxmiliána Hošťálka v Žatci

Náměstíčko je desetidílný televizní seriál, který dokončila v roce 2004 Česká televize. Scenáristou je Jan Míka, seriál režíroval Jaroslav Hanuš.

## O seriálu
Seriál je spojen s lidmi bydlícími nebo pracujícími na jednom typickém „náměstíčku“ jednoho českého okresního města. Každá povídka má svého hrdinu, který zažívá zcela obvyklé a časté problémy dnešní doby. S tím je spojené i motto celého projektu: „Připomene vám vlastní příběh.“ Tito hrdinové se potýkají s docela běžnými problémy dnešní doby i s častými problémy ve vztazích. „Dušemi“ celého seriálu i vlastního náměstíčka je svérázná dvojice důchodců – trafikantka Plecitá (Luba Skořepová), která má kořeny v cirkusácké rodině, a bývalý „kontrolor výboru lidové kontroly“ Lopušný (Josef Vinklář) . Přestože se tyto dvě hlavní postavy neustále hádají, tak bez sebe vlastně ani nemohou být. Jejich náplní života je pozorování toho, co se na náměstíčku šustne – vyzvídání, poslouchání drbů atd. Seriál vhodně doplňuje podařená znělka s písní „Kdo by se díval nazpátek“, kterou nazpívala Hana Hegerová. Natáčení probíhalo celkem 85 natáčecích dní – v prosinci 2002, v únoru 2003 a v dubnu až červnu 2003. 90 % celého seriálu se natáčelo v Žatci, některé záběry dále také v Chomutově, Trutnově a Praze. Každý díl je dlouhý asi 52 minut, do všech rolí bylo obsazeno 85 herců (z čehož 20 herců je velmi známých).
Na Náměstíčko navázaly další dva seriály České televize – desetidílná Náves (2005) a šestidílné Příkopy (2006).

## Díly

### 1. Veselé Velikonoce
V této povídce se seznamujeme s Lucií Veselou – učitelkou v mateřské školce. Její místo je ale značně nejisté, protože pracuje jako zástup za mateřskou. O místo nakonec za nevyjasněných podmínek přijde. Štěstí ale nemá ani ve vztazích. Na Velikonoce má opět přijet její přítel – bankovní úředník Jiří Jetel. Vztah s ním není vůbec ideální, Jetel Lucii kvůli své příšerné sestře nikdy nepozve k sobě a když k ní přijede, tak pouze za účelem „přežrat se“ a „provozovat sexuální turistiku“. Luciina dcera Zuzana Jetela nemá příliš v lásce, už jen kvůli své mámě a také kvůli tomu, že jí lehce sexuálně obtěžuje. Lucie nakonec zjistí, že za jejím propuštěním stojí podnikatel Šnajdr, který dával Zuzaně neslušné návrhy, ale ona ho rázně odbyla. Veselá problém s Jetelem nakonec vyřeší velmi svérázně. Protože vidí, že jejich vztah nikam nevede, tak si jednou nechá za sex zaplatit a v podstatě Jetelovi řekne, že je konec.

### 2. Nepovedený syn
V druhé povídce řeší ředitelka školky Loučná problém se svým synem i manželem. Její syn Míša totiž studuje vysokou školu, na kterou mu „tak trochu pomohla“ úplatkem, který dala podnikateli Šnajdrovi. Míša se kvůli tomu popere s „Bivojem“ – hospodským rváčem, jehož bratr se údajně kvůli Míšovi na vysokou školu nedostal. Míša, který chtěl původně studovat na kněze, se rozhodne, že ve jménu spravedlnosti školu opustí. Její manžel, jeřábník Loučný, jí ale moc velkou oporou není. Je totiž všeobecně známo, že „to táhne“ s „Madam Paříž“ – elegantní paní, která žila léta ve Francii a je známá tím, že ve svém bytě diskrétně zajišťuje sexuální služby a sama vede velmi pestrý sexuální život. Situace se nakonec vyjasní, Míša na škole zůstane a Loučný svůj poměr s „Paříží“ ukončí.

### 3. Špalek
Hrdinou příběhu je truhlář Vojtěch Antonín, který často nezištně pomáhá při opravách kostela na náměstí. Tamní mladý farář si jednoho dne všimne, že Antonín přemáhá bolest. Proto zajde za obvodní lékařkou Emou Fialovou, aby Antonína nějakou lstí prohlédla. Doktorce se dlouho nedaří Antonína přimět, aby k ní zašel. Truhlář Antonín se totiž bojí své nemoci oprávněně. Testy prokážou, že jde o smrtelnou nemoc. Když se Antonín ptá, co mu je, tak mu doktorka zalže, že to nic vážného není. Tato milosrdná lež totiž také pomohla k tomu, že byl Antonín šťastný a s velkou pílí se pustil do svého životního díla – sochy sv. Vojtěcha. Farář za tento krok doktorku odsoudí. Když ale bolesti Antonína trápí dál, tak se jde zeptat faráře, jestli mu doktorka nelhala. Nakonec se farář zachová stejně jako doktorka. Antonín dílo nakonec dokončí a zemře.

### 4. Banální diagnóza
V této povídce vystupuje jako hlavní hrdinka sympatická obvodní doktorka Ema. Na náměstíčko přijede fotografovat fotograf z Prahy, protože se šíří zvěsti, že má být celé přestavěno na jakési „kulturní centrum“. Fotograf se do Emy zamiluje. Nejprve se odváží ji jen fotografovat, ale nakonec za ní i zajde, aby jí dal své fotky. Doktorka nejdříve odolává, protože má muže, kterého má ráda. Nakonec fotografovi ale také podlehne a začne se s ním tajně scházet. Při jedné procházce se ale fotograf velmi zadýchává a doktorka se začne zajímat, jestli není nemocný. Jejich vztah nakonec z rozumu ukončí. Poslední „schůzku“ si s ním dá ve své ordinaci, kde mu změří tlak a zjistí, že trpí vážnou srdeční arytmií. Pošle ho proto na operaci, která byla sice komplikovaná, ale nakonec se zdařila. Když se na něj jede po určitém čase do Prahy podívat, tak se jí fotograf v telefonu zapře. Doktorka za ním ale stejně jde. Fotograf se jí omluví, ale vysvětlí jí, že má manželku s dětmi, kteří za ním každý den chodili do nemocnice. Doktorka se s ním nakonec dočista rozloučí. Jedinou památkou, která jí po něm zbude, je umělecká fotografie s věnováním.

### 5. Máti
Varhaník a učitel „lidušky“ Milan Pantoflíček žije v jednom bytě se svou matkou Rozálií Pantoflíčkovou, která ho pořád sekýruje i přesto, že mu už bylo čtyřicet. Vede ji k tomu možná to, že ovdověla a její druhý syn nešťastně zahynul. Každou neděli po mši, při které Milan hraje mistrovsky na varhany, spolu jdou do cukrárny, která dříve patřila jejich rodině. Pantoflíčková tam ráda sekýruje personál. Její sekýrování dokonce zachází až tak daleko, že svého dospělého syna nutí, aby budoval kariéru ve filharmonii, a dokonce mu mluví i do toho, jakou partnerku si má vybrat. Milan ale chodí se slovenskou prodavačkou bot Alžbětou, kterou ale Pantoflíčková nemá ráda, protože jí nepřijde příliš „nóbl“ a vůbec ji neposlouchá. Milan Pantoflíček s Alžbětou se nakonec odstěhují do Františkových Lázní a stará Pantoflíčková, aby nebyla tak sama, si pořídí notebook. Přes e-mail si tak den co den dopisuje se svým synem a najde tak možná nový smysl života.

### 6. Bič
Příběh začíná, když mladá úřednice z pošty Bohunka Břízová obslouží u přepážky pana Krejčího – krejčího, který je známý svým záletnictvím a špatným charakterem. Když mu Bohunka vrací 130 Kč, tak mu 50 Kč vypadne a ztropí Bohunce skandál, že ho okradla. Bohunka mu nakonec „jeho“ 50 Kč dá ze svého, aby od něj měla pokoj. Doma jí ale jinak zatím vše docela klape. Miluje svého manžela, podnikatele s jezdeckými potřebami, a má s ním dvě děti. Situace se ale začne vyvíjet špatně, když Břízův obchůdek zkrachuje. Bohunka totiž zjistí, že má Bříza ohromné dluhy a pár věřitelů ho již dalo k soudu. Hledá někoho, od koho by si mohla půjčit peníze a narazí na „Madam Paříž“ – na pohled udržovanou, elegantní a bohatou paní, manželku jistého Francouze, o které se ví, že ve svém bytě diskrétně provozuje sexuální služby. Paříž Bohunce řekne, že jí půjčit nemůže, ale také jí navrhne, že by si u ní mohla „přivydělat“. Na to nejdříve Bohunka nehodlá přistoupit, ale když situace s Břízou graduje, tak nakonec s nabídkou souhlasí. Zpočátku vše probíhá klidně – Bohunka tiše „vydělává“, aniž by se její manžel cokoliv dozvěděl. Do děje ale opět vstoupí Krejčí. Jeho žena totiž odjela do lázní, a tak je mu jasné, že má „pré“. Proto se nejdříve „namaže“ a potom jde navštívit Paříž, aby mu dala to, co si žádá. Paříž ho sice chce odbýt, ale Krejčí při svém opileckém pohybu nešťastnou náhodou vpadne do pokoje, kde si zrovna „vydělává“ Bohunka. Před domem si na ni počká a vyhrožuje jí, že pokud mu nedá to, co chce, tak to řekne jejímu manželovi. Zhnusená Bohunka Krejčího odkopne a Krejčí udělá to, co slíbil. Bříza doma ztropí scénu a od rodiny odejde. Den nato se zničená Bohunka na poště uprostřed pracovní doby sebere a odejde. Vezme si s sebou jezdecký bič. Jde do živnosti ke Krejčímu a bez jakéhokoliv slova ho začne hystericky bičovat. Díl končí tím, jak Bohunka neprůstupně odchází přes náměstíčko, kde na zemi leží zbičovaný a uřvaný Krejčí.

### 7. Poklad
Tento díl je věnovaný trafikantce Plecité, která se často chlubí tím, že má „poklad“. Tím pokladem je místnost v jejím bytě, která je plná loutek, které jí zůstaly, když ještě jezdila s cirkusem. Na loutky si ale také vzpomene její syn Milda, který ji jinak skoro vůbec nenavštěvuje. Plecitá má radost, že za ní konečně její syn přijel, ale Lopušný ji varuje, že syn, který se objeví po dvou letech, nebude mít dobré úmysly. Plecitá Lopušnému nevěří a urazí se, ale jeho slova se nakonec potvrdí. Milda opravdu chce matčiny loutky prodat, i přesto, že ví, jak ji to zraní. K prodeji nakonec dojde, ale Milda se trochu zastydí, a proto chce svoji matku pozvat domů ke své rodině. Plecitá to ale odmítne, protože ví, že by si s Mildovou puntičkářskou manželkou Ditou nerozuměla. Díl končí tím, jak Plecitá jede s Loupušným, se kterým se usmířila, na kolotoči.

### 8. Vánoční dárky
Svatých jsou normální rodina žijící na náměstíčku. Mají 2 dospívající děti – Laďku a Vaška. Právě Laďka jde den před Vánocemi na diskotéku a zapomene na čas. I když rodičům slíbila, že přijde o půlnoci, tak ani ve 2 hodiny ráno nebyla doma. Skoro celý Štědrý den potom nešťastní rodiče hledali svoji dceru – obvolávali kamarády a prohledávali město, ale Laďka nikde. Navíc po náměstíčku koluje fáma, že se v noci nějaká ožralá mládež u města vybourala v autě a někteří to možná již mají za sebou. Jeden Ladčin kamarád Svatým nakonec zavolá, ale dá jim falešnou adresu. Jen chtěl, aby se o Laďku nebáli. Svatí tam ale jedou a při nedorozumění (myslí si, že je Laďka uvězněná v chatě a rozbijí okno) je hlídač chaty málem zastřelí. Po příjezdu domů se Svatí ze stresu hrozně pohádají. Nakonec ale Laďka najde odvahu a rodičům zavolá. Po chvíli jim řekne, kde je, a rodiče si pro ni přijedou. Štědrý den skončí nakonec šťastně. Otec Svatý Laďku „potrestá“ nakonec tím, že jí dá úplnou svobodu, což Laďku kupodivu docela zarmoutí.

### 9. O rybáři a rybce
Radim Rybář pracuje v inzertních novinách Vetešník a trochu si hraje na investigativního novináře – má pořád potřebu proti něčemu bojovat. Jeho současné téma je brojení proti „prodeji náměstíčka Francouzům“. Jeho boji nejvíce trpí Rybářova žena Ida. Do své luxusní vily ji totiž pozve její bývalý spolužák a studentská láska Bořek. Když Ida vidí, jak by se mohla s jiným manželem mít, tak začne být ze svého „chudého“ života nešťastná a chce od Rybáře víc. Rybář ale najednou dostane možnost zbohatnutí. Místostarosta města a Rybářův kamarád v jedné osobě mu dá nabídku. Na okraji města se má stavět hypermarket. Na výběr jsou dvě lokality, z čehož jednou z nich je Rybářovo pole. Podmínkou odkoupení pole je ale to, že Rybář přestane brojit proti prodeji Náměstíčka. Rybář to odmítne, což Idu velmi rozlítí a na truc „rozdělí domácnost“, dokud se Rybář neumoudří. K tomu ale nedojde a Idě nezbude nic jiného než si to připustit.

### 10. Stěhování
Jednoho dne navštíví pana Lopušného nečekaně jeho dávná láska – Irena. Lopušný vůbec netuší, proč se tu objevila. Plecitá samozřejmě ví své, marně se snaží svého přítele varovat, on ji však odmítá poslouchat. Kdo by ve stáří naposledy nechtěl zažít lásku? Irena ale přijela, aby Lopušného připravila o byt ve prospěch své vnučky a zetě. Nakonec to ale neudělá, protože jí to svědomí nedovolí a rozhodne si Lopušného vzít. V den zásnub, když zrovna Irena chystá oběd, Lopušný nečekaně zemře. Irena i Plecitá jsou nešťastné a náměstíčko přijde o jednu „ze svých duší“. Nakonec se situace se stěhováním vyjasní – investoři odstoupí od smlouvy a nic se prodávat nebude.

## Herecké obsazení
- Ilona Svobodová – Lucie Veselá
- Ljuba Krbová – ředitelka Loučná
- Magdalena Pittnerová – Zuzana
- Zdeněk Žák – Jetel
- Oldřich Navrátil – Loučný
- Hynek Dřízhal – Míša
- Vlasta Žehrová – Madam Paříž
- Martin Stropnický – Antonín
- Nela Boudová – Antonínová
- Veronika Freimanová – doktorka Ema
- Jan Šťastný – farář
- Jiří Langmajer – fotograf Jan Květ
- Jiří Kodeš – manžel Rudolf
- Vladimír Javorský – Pantoflíček
- Gabriela Vránová – Pantoflíčková
- Claudia Vašeková – Alžběta
- Kateřina Hrachovcová – Bohunka
- Václav Vydra – Bříza
- Jiří Lábus – Krejčí
- Luba Skořepová – Plecitá
- Pavel Nový – Milda
- Dana Batulková – Svatá
- Pavel Kikinčuk – Svatý
- Kristýna Jetenská – Laďka
- Matěj Nechvátal – Vašek
- Pavlína Mourková – Rybářová
- Pavel Zedníček – Rybář
- Jana Hlaváčová – Irena
- Josef Vinklář – Lopušný
- Lada Jelínková
- Debora Štolbová
- Petr Vondráček
- Libuše Fanturová
- Hynek Čermák
- Klára Hanušová
- Zdeněk Hess
- Petr Takáč
- Matěj Novák
- Jiří Kubovský
- Vilma Frantová
- Sabina Králová
- Roman Štolpa
- Bert Schneider
- Rostislav Novák
- Jana Matějcová
- Jan Hraběta
- Hana Kusnjerová
- Otmar Brancuzský
- Nataša Čermínová
- Jan Gregor
- Sabina Kvášová
- Petr Ledvina
- Miroslav Šnajdr
- Lubor Šplíchal
- Alena Vrbová
- Klára Apolenářová
- Daniel Dítě
- Martin Učík
- Barbora Červenková
- Zdenka Keclíková

## Sledovanost
Deset „maloměstských humoresek vidělo v průměru 2,283.000, tzn. 26,9 % diváků starších patnácti let, tedy 53,11 % dospělých v danou dobu ve společnosti televize. Seriál se stal nejúspěšnějším titulem tohoto žánru v nabídce České televize v roce 2004.